# Oswaldo Minda
Tilson Oswaldo Minda Suscal (* 26. Juli 1983 in Pasaje, Provinz El Oro) ist ein ehemaliger ecuadorianischer Fußballspieler. Er nahm an der Fußball-Weltmeisterschaft 2014 in Brasilien teil.

## Karriere

### Verein
Mindas Laufbahn als Profifußballer begann 2001 bei SD Aucas aus der Hauptstadt Quito. In der Spielzeit 2006 wurde er an Deportivo Cuenca und 2007 an den Club Sport Emelec ausgeliehen.
2008 wurde er von Deportivo Quito verpflichtet. Mit diesem Klub gewann er dreimal die ecuadorianische Meisterschaft.
2012 wechselte er zum US-amerikanischen Franchise CD Chivas USA in die Major League Soccer. Nach dessen Auflösung 2014 kehrte er nach Ecuador zurück. Dort spielte er für den Barcelona Sporting Club, mit dem er 2016 einen weiteren Meistertitel gewann.
Am 6. Dezember 2018 gab Minda seinen Rücktritt vom Profifußball bekannt.

### Nationalmannschaft
Minda nahm mit der ecuadorianischen U-20-Nationalmannschaft an der U-20-Fußball-Südamerikameisterschaft 2003 in Uruguay teil.
Am 17. Dezember 2008 debütierte Minda gegen den Oman in der ecuadorianischen Nationalmannschaft. Nationaltrainer Reinaldo Rueda berief ihn in den ecuadorianischen Kader für die Copa América 2011. Dort kam er im letzten Gruppenspiel gegen Brasilien zum Einsatz.
Auch bei der Weltmeisterschaft 2014 in Brasilien stand er im Aufgebot Ecuadors. Er wurde in den beiden Gruppenspielen gegen Honduras und Frankreich eingesetzt. Ecuador schied nach der Vorrunde als Gruppendritter mit je einem Sieg, einem Unentschieden und einer Niederlage aus dem Turnier aus.
Insgesamt bestritt Minda 20 Länderspiele, in denen er ohne Torerfolg blieb.

## Titel / Erfolge
- Ecuadorianischer Meister: 2008, 2009, 2011 und 2016